# Francesco de Feo
Francesco de Feo (registrato all'anagrafe e battezzato: Desiderio Francesco Alfonso de Feo; Mirabello Sannitico, 13 novembre 1828 – Campobasso, 9 novembre 1879) è stato un patriota italiano.

## Biografia
Durante la prima guerra d'Indipendenza partecipò con gli studenti universitari napoletani alla battaglia di Curtatone del 29 maggio 1848 contro gli austriaci, rimanendo ferito. Prese poi parte ai combattimenti sullo Stelvio sotto il comando del generale D'Apice, che lo promosse tenente sul campo. Rientrato nel Regno delle Due Sicilie, venne perseguitato e sorvegliato dalla polizia borbonica.
Il 30 agosto 1860 innalzò il tricolore a Campobasso ed il 2 settembre fu nominato da Nicola de Luca governatore del Molise, comandante della Prima Legione Sannitica. Si trattava di una formazione di circa 450 volontari di tendenze cavourriane che, unitamente ai Cacciatori del Vesuvio, partecipò attivamente alla lotta contro le sommosse fomentate dalla "reazione" e contro l'esercito borbonico per facilitare l'ingresso nel Regno delle truppe piemontesi al comando del generale Enrico Cialdini, provenienti dal nord in aiuto di Garibaldi.
La Legione operò prima nel Principato Ultra ad Ariano, poi nell'allora distretto di Campobasso a Colle, e quindi negli Abruzzi nella valle Roveto. La battaglia del Macerone, presso Isernia, del 20 ottobre 1860, che vide la sconfitta dei reparti borbonici guidati dal generale Luigi Scotti Douglas, determinò il collasso di tutto l'esercito del Regno delle Due Sicilie, che venne preso così alle spalle. Fino ad allora aveva fronteggiato i garibaldini attestati sulla linea del Volturno. Il 24 ottobre a Venafro il re Vittorio Emanuele II ricevette sia Nicola de Luca sia Francesco de Feo.
Il primo fu confermato nella carica di governatore, mentre il secondo fu nominato intendente di Isernia. Qui fu impegnato nella lotta al brigantaggio che scoppiò negli anni seguenti, spesso non condividendo i rudi metodi praticati dai comandi militari piemontesi. Continuò la carriera prefettizia a Vasto, a Lanciano ed a Taranto. Nel 1873 venne nominato prefetto di Reggio Calabria, divenendo a quarantacinque anni il più giovane prefetto del Regno d'Italia.
Diresse quindi la prefettura di Imperia e nel 1876 fu destinato dal Ministro degli Interni Giovanni Nicotera a quella di Forlì dove, dal 1874, si erano susseguiti i primi moti rivoluzionari di stampo anarco-socialista, i cui protagonisti furono Michele Bakunin, Errico Malatesta, Andrea Costa e Alessandro Mussolini. Il 27 gennaio 1877, per sedare un'invasione del palazzo prefettizio da parte di una folla dimostrante, si ammalò per il forte freddo di quel mattino e dopo due anni, ritornato nella sua terra d'origine, morì.